# Can't stop the DISCO
「can't stop the DISCO」（キャント・ストップ・ザ・ディスコ）は、2008年9月24日発売の日本の歌手・女優、鈴木亜美のエイベックス移籍後15枚目のシングル。発売元はavex trax。

## 解説
- 前作に引き続き、capsuleの中田ヤスタカがサウンドプロデュースを手掛けた。
- 「CDのみ」「CD＋DVD」の2形態で発売、ジャケットもそれぞれ異なっている。
- タイアップはミスタードーナッツの〈エイベックスとのコラボCDキャンペーン〉CMソングとして本人出演オンエアされる。自身にとって2年ぶりとなるCM出演となった。

## 収録曲

### CD
全曲作詞・作曲・編曲・プロデュース：中田ヤスタカ
1. can't stop the DISCO
ミスタードーナツ コラボCDキャンペーンCMソング
2. climb up to the top
3. SUPER MUSIC MAKER（SA'08S/A mix）

### DVD
1. can't stop the DISCO（Music Clip）

## 収録アルバム
- can't stop the DISCO
  - 『Supreme Show』
- climb up to the top
  - 『Supreme Show』
- SUPER MUSIC MAKER (SA'08S/A mix)
  - 『Supreme Show』